# Fujishima Takeji

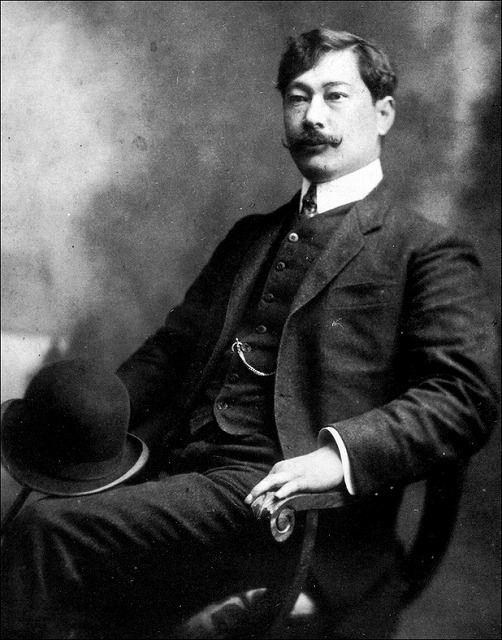
Fujishima Takeji

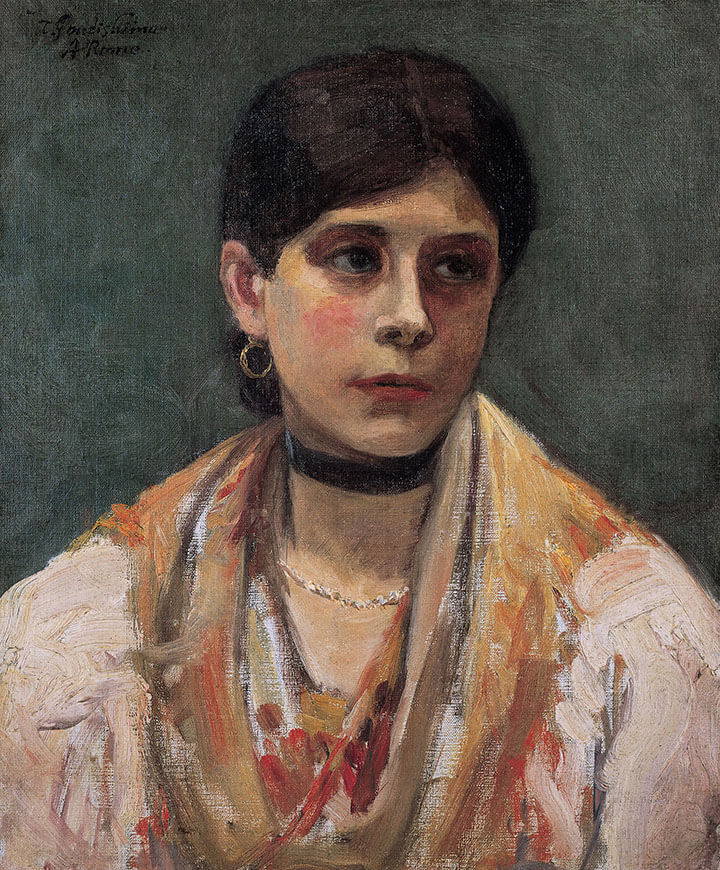
„Ciociara“, 1908/09

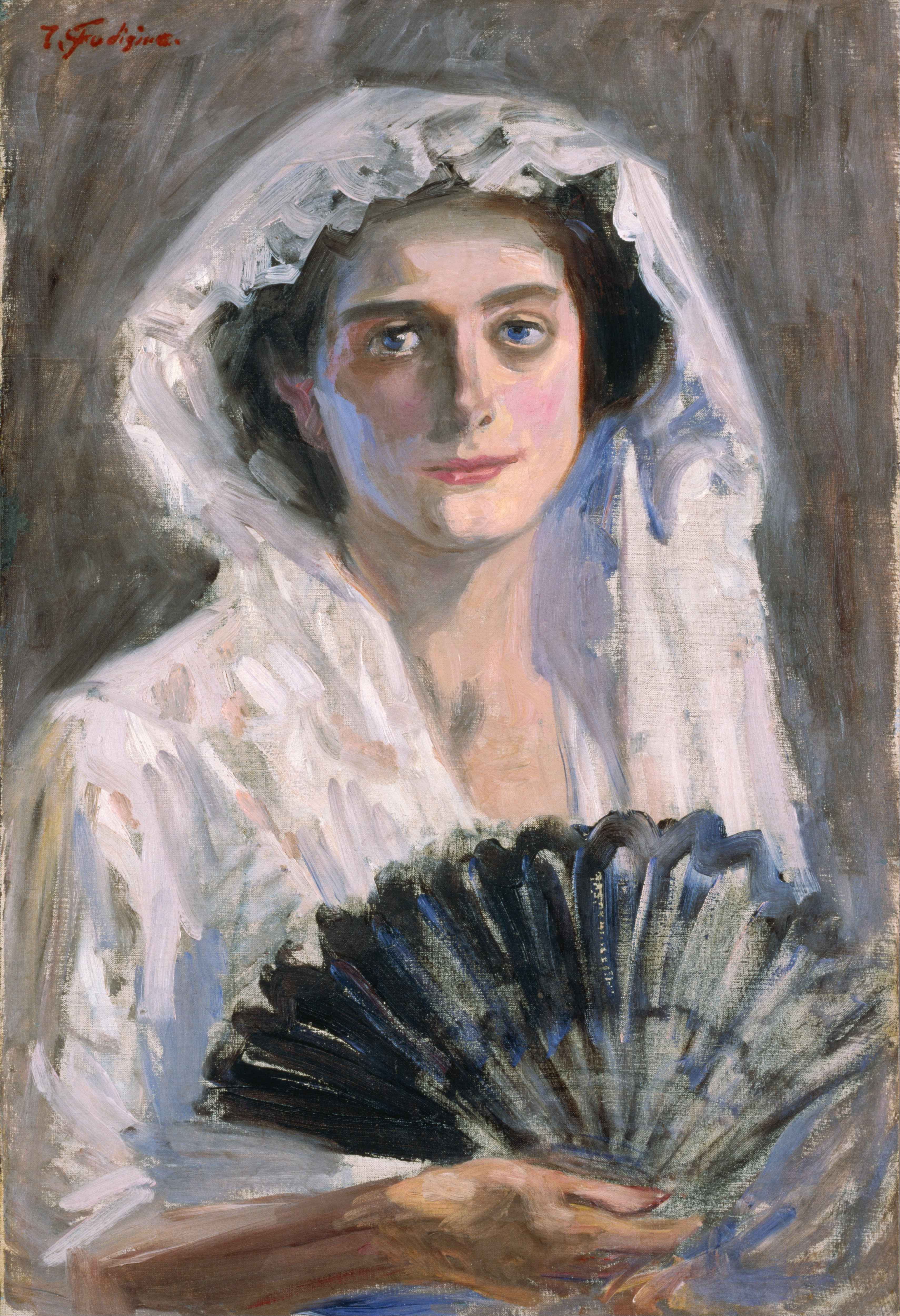
Schwarzer Fächer

Fujishima Takeji (japanisch 藤島 武二; * 18. September 1867 in Kagoshima; † 19. März 1943 in Tokio) war ein japanischer Maler, der vor allem für seine Bilder im modernen japanischen Nihonga mit Elementen der modernen europäischen Malerei, speziell des Impressionismus, bekannt geworden ist.

## Biographie
Fujishima Takeji studierte Nihonga, die moderne japanische Malerei, und zog 1884 nach Tokio, wo er als Schüler des Shijō-Lehrers Kawabata Gyokushō aufgenommen wurde. Um 1890 wechselte er zum Yōga, der Malerei im westlichen Stil, und studierte hier gemeinsam mit Soyama Yukihiko und Yamamoto Hōsui. 1896 wurde Yōga als Kurs an der Tōkyō Bijutsu Gakkō (Tokyo School of Fine Arts), der heutigen Tōkyō Geijutsu Daigaku, aufgenommen und Fujishima wurde Assistenzprofessor unter Kuroda Seiki. Um die gleiche Zeit wurde er zudem Mitglied der Künstlervereinigung Hakubakai um Kuroda, der „Gesellschaft Weißes Pferd“. Über Kuroda kam er zum Impressionismus und der Plein-Air-Malerei, zugleich wurde er stark beeinflusst von der Art Nouveau und den Stilen des Fin de siècle.
Ab 1890 malte Fujishima Coverillustrationen für die Zeitschrift Myōjō, zu deutsch „Morgenstern“. Durch Ölgemälde wie In Praise of the Tempyō Era 1902 und Schmetterlinge 1906 wurde er bekannter. In diesen Bildern verband er die europäischen Stile mit dem japanischen Nihonga. Auch in seinen späteren Werken versuchte er, diese Verbindung beizubehalten, indem er die Elemente der Natur vereinfacht darstellte.
Von 1905 bis 1909 reiste Fujishima mit Genehmigung und Stipendium des japanischen Bildungsministeriums nach Europa, um in Paris und Rom zu studieren. Er traf hier auf Fernand Cormon und Emile Auguste Carolus-Duran, mit denen er arbeitete und lernte. 1908/09 entstand mit dem impressionistischen Bild Schwarzer Fächer eines seiner bekanntesten Bilder, im gleichen Jahr malte er den Weiher, Villa d'Este. Jahre später, 1926, verband er zudem die europäische Renaissancemalerei, die er auf dieser Reise kennenlernte, mit dem asiatischen und malte Orchid, das Porträt einer Frau in einem chinesischen Kleid.
Nach seiner Rückkehr nach Japan wurde Fujishima Professor an der Tokyo School of Fine Arts, wo er sich sowohl um die Schüler als auch um die professionelle Organisation von Ausstellungen bemühte. In den 1930ern entstanden mit japanischen Landschaftsmotiven und klaren, breiten Pinselstrichen die Surging Waves at Daio Point 1932 und Terrassenfelder 1938.
1937 gehörte er zu den ersten Künstlern, die mit dem neu vergebenen Kulturorden ausgezeichnet wurden.

## Bildauswahl
- In Praise of the Tempyō Era. 1902; Ishibashi Art Museum in Kurume
- Schmetterlinge 1906; Privatsammlung
- Yacht 1908; Tokio School of Fine Arts
- Schwarzer Fächer 1908/1909; Artizon Museum, Tokio
- Weiher, Villa d'Este 1908/1909; Tokio School of Fine Arts
- Orchid 1926; Privatsammlung
- Surging Waves at Daio Point 1932; Eisei Bunko, Tokio
- Terrassenfelder 1938; Ōhara-Kunstmuseum, Kurashiki